# 美國歷史 (1917–1945)
1917年至1945年间的美国历史（英語：history of the United States from 1917 to 1945），主要包括第一次世界大战、战间期、大萧条以及第二次世界大战。
美国起初试图调停第一次世界大战，但失败后在德国对美国商船展开潜艇战（因美国向协约国供货）后参战。公开宣称的目标是维护国家尊严、打击德国军国主义，并重塑战后世界。经过缓慢动员后，美国通过提供急需的资金、粮食和数百万新兵，协助盟军取得决定性胜利。战后美国拒绝批准《凡尔赛条约》，同时未加入国际联盟。
1920年，美国通过《宪法第十八修正案》禁止酿造、销售、进出口酒精饮料。但拥有与饮用酒精本身从未非法。总体饮酒量虽有所下降，但各州和地方政府执法不严，联邦政府也因案件过多而不堪重负，致使走私酒与私酒馆在各城市蓬勃发展，有组织犯罪集团在数量、财力、权力及对城市政治的影响方面均迅速壮大。
部分激进分子的国内恐怖活动，如1919年美国无政府主义炸弹袭击与1920年华尔街爆炸案，引发了第一次红色恐慌。文化战争在基要主义与现代主义者之间愈演愈烈，体现于禁酒运动、三K党复兴以及备受瞩目的斯科普斯审判。
美国在1920年代迎来经济繁荣期。农业经历土地价格泡沫，于1921年破灭后长期低迷。煤炭业因石油兴起而萎缩，其他产业则普遍增长。建筑业蓬勃发展，写字楼、工厂、公路与住宅随处可见。汽车产量飙升，郊区扩展，城市与乡村广泛实现电气化。价格总体稳定，国内生产总值（GDP）持续增长，直到1929年股市泡沫破裂，华尔街股灾爆发。
在外交上，伍德罗·威尔逊总统倡议创建国际联盟，但美国国会拒绝交出对宣战的宪法权力，最终未加入。美国反而在华盛顿海军会议（1921–1922年）推动全球裁军，并通过道威斯计划与扬计划帮助稳定欧洲经济。1924年移民法旨在维持传统种族比例，严格限制移民总量，完全禁止亚洲移民入境。
1929年股灾与随之而来的大萧条促使政府努力恢复经济、救助民众，但复苏过程缓慢。1933年萧条到达最低谷，随后迅速恢复，直到1938年衰退再次造成挫折。1930年代缺乏如汽车、电力与建筑般足以拉动整体增长的大型新产业，直到1940年GDP才超过1929年水平。
到1939年，美国孤立主义情绪逐渐退潮。1940年纳粹德国闪击法国后，美国开始重整军备，并向英国和苏联输送大量资金与军备。珍珠港事件后，美国正式对纳粹德国、意大利王国与日本帝国（三大“轴心国”）宣战。意大利于1943年投降，德国与日本则于1945年战败。尽管战争造成巨大破坏与伤亡，但美国损失相对较轻，反而经济更为强劲，成为战后世界的超级强权。